# Aoi Shiro
Aoi Shiro (яп. アオイシロ Аой сиро, «Синий замок») — квест в жанре сёдзё-ай, созданный Success Corporation для PlayStation 2 и Microsoft Windows в 2008 году. Является духовным наследником игры Akai Ito.
На 2023 год состоялся анонс ремастера Akai Ito и Aoi Shiro. Обе игры стали доступны на платформы Nintendo Switch и Microsoft Windows 25 мая 2023 года.

## Сюжет
Сюжет повествует о главе клуба кэндо женской школы «Синий замок», Сёко Осанай. Однажды она и остальные члены клуба отправились на лагерный сбор, в некий «Храм цветущего леса». В ночь прибытия Сёко и Ясуми Аидзава находят на берегу девушку, лежащую без чувств. Она не может разговаривать и Ясуми решает назвать её «Нами». Впоследствии Нами сильно привязывается к спасшим её девушкам.

## Геймплей
Так же, как и в Akai Ito, в Aoi Shiro есть несколько маршрутов с разными концовками. Всего таких маршрутов шесть. При этом некоторые варианты прохождения игры открываются лишь после прохождения соответствующих сцен в игре. В игре всего одна основная, пять счастливых и множество плохих и хороших концовок. Каждый маршрут, по которому идет главная героиня, повествует о романтических отношениях с одним из пяти персонажей (Ясуми, Нами, Кая, Мигива и Кохаку). Основная концовка содержит романтические отношения со всеми пятью персонажами. После прохождения всех маршрутов открывается мини-игра Onikiri no Oni повествующая о событиях игры Akai Ito. В PC версии присутствуют две эксклюзивные сцены, одна из которых является прямой отсылкой к игре Akai Ito.

## Концовки
Всего в игре 56 концовок. 36 из них относятся к плохим, обычно заканчивающаяся смертью одного или нескольких основных персонажей. 14 относятся к хорошим, в этих концовках весь сюжет обычно не раскрывается, либо повествование заканчивается раньше времени. 5 относятся к счастливым, где Сёко начинает новую жизнь с одной из пяти девушек: Ясуми, Нами, Кая, Мигива и Кохаку. Последняя концовка — основная, где Сёко побеждает Рорю Ба и начинает новую жизнь со всеми пятью девушками.

## Персонажи

### Главные
Сёко Осанай (яп. 小山内 梢子 Осанай Сё:ко) — главная героиня игры. Президент школьного клуба кэндо. Очень смелая и добрая девушка. Является мастером в кэндо. В детстве её пытался принести в жертву Мунэцугу Неката, но она была спасена Каей. У Сёко есть особенность в её крови, которая может изменить этот мир. Волею судьбы Сёко оказывается вовлечена в события, разворачивающиеся во время тайного фестиваля на острове Урасима.
Сэйю: Норико Хидака
Ясуми Аидзава (яп. 相沢保美 Аидзава Ясуми) — менеджер команды Сёко и её лучшая подруга детства. Очень весёлая и застенчивая девушка. Хочет стать мастером в кэндо, чему её обучает Сёко. У Ясуми есть скрытая сила, которая позволяет ей покидать своё тело. Её настоящее имя Ясуми Нэката (яп. 根方保美 Нэката Ясуми), она младшая сестра Нами и дочь Мунэцуги.
Сэйю: Рикако Ямагути
Нами (яп. ナミ Нами) — девочка 10-12 лет. Найдена Сёко и Ясуми лежащей без сознания на берегу моря. Нами привязывается к Сёко и Ясуми. Нами обладает мистическими способностями, доставшимися ей от Ясухимэ, благодаря которым она может прогонять демонов и заживлять раны. Её настоящее имя Цунами Нэката (яп. 根方維巳 Нэката Цунами) и она является старшей сестрой Ясуми и дочерью Мунэцуги.
Сэйю: Рина Сато
Кая (яп. カヤ Кая) — бывший капитан команды кэндо и двоюродная сестра матери Сёко. Несколько лет назад сражалась с Мунэцугой, так как тот хотел принести маленькую Сёко в жертву, но погибает в схватке с ним. Спустя несколько лет, где и начинаются события истории, Рорю Ба оживляет Каю в лице демона и обманом заставляет Каю принести себе «Меч». Её настоящее имя Кая Наруми (яп. 鳴海夏夜 Наруми Кая) и её целью является уничтожение бога Куро Куру, и освобождение души Сёко, которая, как думает Кая, находится у него в плену.
Сэйю: Каори Симидзу
Мигива Кян (яп. 喜屋武 汀 Кян Мигива) — молодая девушка, кажущаяся беззаботной, прибывает в «Храм цветущего леса» немного раньше, чем Сёко и другие. В бою использует шест и катану, спрятанную внутри него, а также тончайшую, но очень прочную нить. Мигива является членом тайной организации Сютэн, охраняющей «Меч».
Сэйю: Аюми Фудзимура
Кохаку (яп. コハク Кохаку) — загадочная и таинственная девушка-демон, являющаяся хранительницей «Меча». Одета в мужское кимоно, а её левый глаз, способный парализовать противника, постоянно закрыт. Кохаку превосходно владеет мечом, а также владеет могущественным демоном Онивака (яп. オニワカ Онивака), который может противостоять даже Матаму. Она приёмная дочь Рорю, которого она сильно ненавидит.
Сэйю: Кэй Мидзусава

### Второстепенные
Рорю Ба (яп. 馬 瓏琉 Ба Ро:рю:) — главный антагонист игры. Рорю — демон который хочет власти над всем миром. 800 лет назад он прибыл на остров Урасима, где клан Нэката принял его за божество. Он дал им указание каждый год приносить в жертву быка и, тайно, человека, а также обучил невероятно сильным техникам владения мечом. Рорю представлен как высокий мужчина с длинными белыми волосами острыми ушами, одетый в тёмное пальто. Левый глаз закрыт повязкой. Он — приёмный отец и наставник Кохаку, которую превратил в демона.
Сэйю: Ёсинори Сонода
Мунэцугу Нэката (яп. 根方宗次 Нэката Мунэцугу) — один из злодеев игры. Священник на острове Урасима. Мужчина средних лет. Мунэцугу мастер катаны, знает множество боевых приёмов, также он обладает секретными техниками клана Нэката. Несколько лет назад он должен был принести в жертву свою старшую дочь, однако вместо этого в жертву была принесена Сёко. Отец Нами и Ясуми.
Сэйю: Харуо Сато
Момоко Акита (яп. 秋田百子 Акита Момоко) — подруга и соседка по комнате Ясуми. Момоко — веселая и энергичная девочка, которой нравится играть. Хотя она только начинает учиться кэндо в средней школе, она показывает большой потенциал, несмотря на то, что только обучалась меньше половины года. Из-за её высоких спортивных способностей и силы воли многие уже называют её следующим капитаном команды кэндо.
Сэйю: Айко Окубо
Аясиро Сакураи (яп. 桜井綾代 Сакураи Аясиро) — бывшая капитан команды кэндо дал ей прозвище Принцесса. Она очень любезна и происходит из богатой семьи, является заместителем капитана команды кэндо.
Сэйю: Юки Ёсинари
Ханако Аой (яп. 葵 花子 Аой Ханако) — учительница команды кэндо. Она расстроена своей работой, так как она считает свою профессию скучной и хочет быть заметной.
Сэйю: Урарако Судзуки
Юкай Судзуки (яп. 鈴木佑快 Судзуки Ю:кай) — учитель кэндо и давний друг отца Ханако, оставивший свои занятия и ставший настоятелем храма. Когда он был молод, он сделал настоящую сенсацию в мире кэндо. Он использует старо-школьный стиль борьбы мечей.
Сэйю: Ёсукэ Акимото

## Термины
Куро Куру (яп. クロウクルウ Куро: Куру:) — древнее божество зла, несущее разрушение и хаос. Давным-давно на острове Урасима, его запечатал клан Нэката, и чтобы не дать божеству вырваться на волю, члены клана, на протяжении 800 лет, каждый год приносили в жертву быка и одного из членов клана. Также в легенде сказано, что тот, кто сможет одолеть божество, получит его силу, способную уничтожить весь мир.
Матаму (яп. 摩多牟 Матаму) — демон бык, являющийся стражем Куро Куру. Матаму появился 800 лет назад, когда божество было запечатано. Чтобы он дальше смог держать божество в заточении, клан Нэката каждый год приноси в жертву быка. Также Матаму является защитником клана Нэката.
Меч (яп. 《剣》 Кэн) — демонический артефакт, которым был поражён Куро Куру. На протяжении 800 лет он охранялся организацией Сютэн, пока его не выкрала Кая Наруми, по приказу Рорю Ба. Меч является также ключом к открытию священных врат, в котором заключён Куро Куру. Однако сила меча опасна для его владельца, так как его демоническая аура способна сделать его демоном, который не помнит ничего о своём прошлом и теряет рассудок.
Хинокусури (яп. ヒノクスリ Хинокусури) — священный эликсир созданный кланом Нэката из красных камелий. Эликсир имеет свойства исцелять болезни, раны и даже возвращать человека к жизни.

## Адаптации

### Манга
По мотивам игры было нарисовано две манга-адаптации. Aoi Shiro: Waltz of the Blue Castle (яп. アオイシロ-青い城の円舞曲) по сценарию Фумотогавы Томоюки с иллюстрациями Эдои Поти выходила в журнале Comic Yuri Hime в 2008 году, а позднее была издана единым томом. Действие в этой манге происходит до начала игры и посвящено взаимоотношениям Момоко и Ясуми. Вторая манга Aoi Shiro: Kaeishou (яп. アオイシロ -花影抄), также по сценарию Фумотогавы Томоюки, печаталась в журнале Comic Rush. Иллюстратором выступила Катасэ Ю. Три тома были изданы Jive между 7 января и 6 октября 2008 года. Aoi Shiro: Kaeishou посвящена сюжетной линии Нами, а также содержащая множество отсылок к Akai Ito.